# Ponderano
Ponderano é uma comuna italiana da região do Piemonte, província de Biella, com cerca de 3.833 habitantes. Estende-se por uma área de 7 km², tendo uma densidade populacional de 548 hab/km². Faz fronteira com Biella, Borriana, Gaglianico, Mongrando, Occhieppo Inferiore, Sandigliano.

## Demografia
| Variação demográfica do município entre 1861 e 2011                               |
|                                                                                   |
| Fonte: Istituto Nazionale di Statistica (ISTAT) - Elaboração gráfica da Wikipedia |